# T波

正常T波

在心电图學中，T波（T wave）代表的是心室的再極化。自QRS複合波的起點到T波的頂點這一段被稱為絕對乏興奮期（absolute refractory period）。T波後半則稱為相對乏興奮期（relative refractory period）。T波具有意義的形態描述包含對稱性（symmetry）、偏移（skewness）、上升段即下降段的斜率、振幅（amplitude）。

## 異常表現

### T波倒轉
T波倒轉（T wave Inverted，TWI）表示T波的指向與正常指向相反。病理性的倒轉形態包含對稱性或深的T波倒轉，可能表示冠心性缺血、Wellens症候群、左心室肥大，或中樞神經系統疾病。其他原因如下：   
- 兒童T波倒轉：常見於右側胸前導程（precordial leads），屬於正常表現且無害處，代表的是右心力量較強。此類現象常見於加勒比黑人女性。有些人會持續到成年。
- 心肌缺血會導致的T波倒轉會彼此毗鄰且與解剖位置相關。下壁缺血會出現於II、III、aVF；側壁則於I、aVL、V5-6；前壁則於V2-6